# Bodenets
Bodenets (bulgariska: Боденец) är ett distrikt i Bulgarien.   Det ligger i kommunen Obsjtina Mezdra och regionen Vratsa, i den västra delen av landet, 60 km nordost om huvudstaden Sofia.
Omgivningarna runt Bodenets är en mosaik av jordbruksmark och naturlig växtlighet. Runt Bodenets är det ganska glesbefolkat, med 43 invånare per kvadratkilometer.